# University of Tasmania

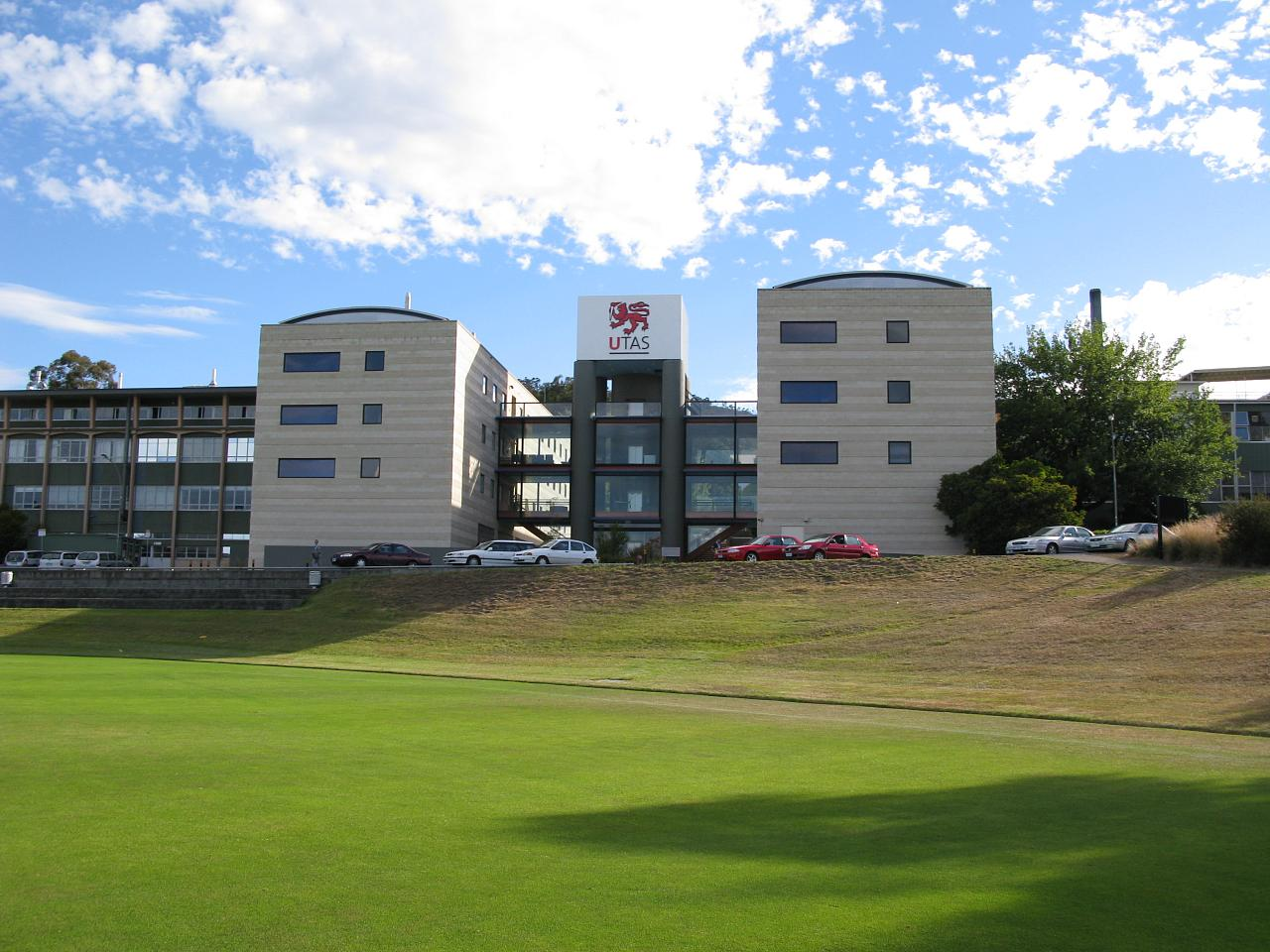
University of Tasmania, Australien

University of Tasmania är ett offentligt universitet i Tasmanien, Australien. Det grundades officiellt den första januari 1890. Universitetet är tillsammans med TAFE Tasmania de enda kvarvarande institutionerna för högre utbildning i Tasmanien.